# Milly, Molly
Milly, Molly (br: Milly e Molly) é um desenho animado retratando os protagonistas-título, duas "supermelhores" amigas de 8 anos chamadas Milly Anderson e Molly Kannette. A série estreou em 1 de setembro de 2008 na Australian Broadcasting Company (ABC). No Brasil e na América Latina, foi exibida pelo Discovery Kids.

## Personagens
- Milly Anderson
- Molly Kannett

### Escola
- Professora Adelaide
- Alfredo
- Elizabeth
- Humberto
- Sofia
- Margaret

## Elenco de Dublagem
- Gabriela Milani na voz de Milly Anderson
- Flora Paulita na voz de Molly Kannett